# Liste des autoroutes de l'Albanie

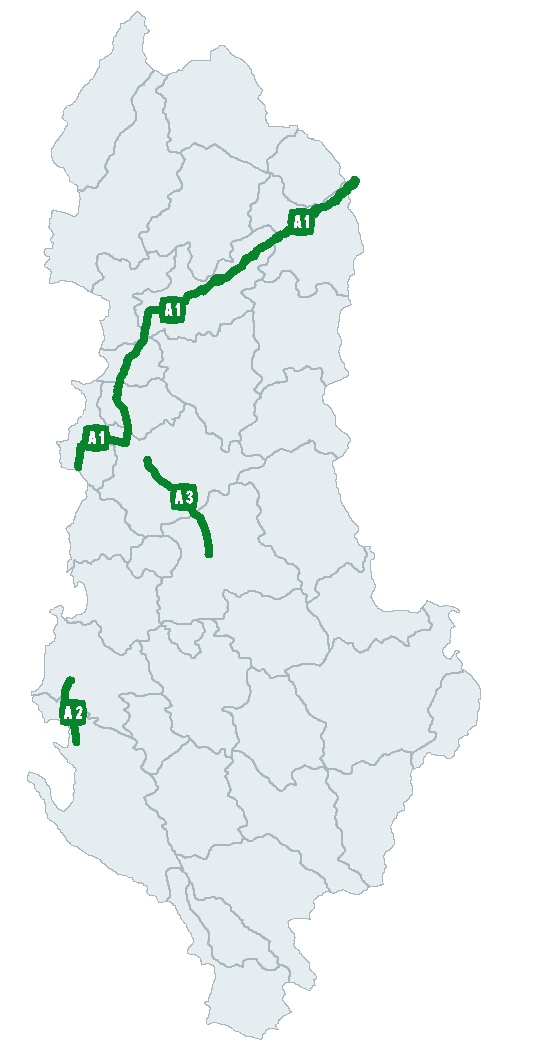
Carte des autoroutes de l'Albanie

Les autoroutes et réseau de routes nationales d'Albanie (en albanais Rrjeti i rrugëve autostradale dhe rrugëve shtetërore të Shqipërisë) sont parmi les plus récentes d'Europe et sont en plein développement.

## Autoroutes
| Numéro | Autoroute    |
| ------ | ------------ |
|        | Autoroute A1 |
|        | Autoroute A2 |
|        | Autoroute A3 |

## Galerie

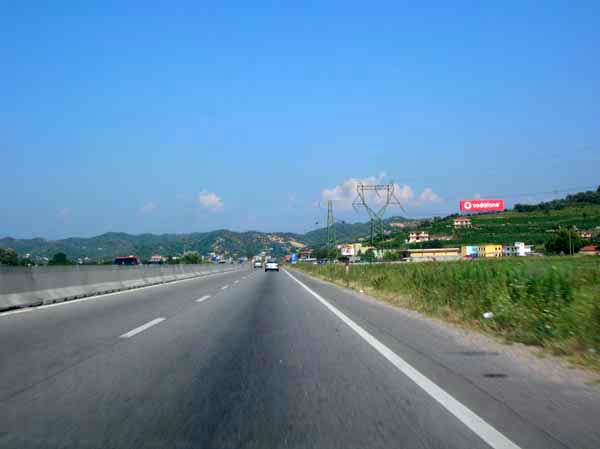
La première autoroute entre Tirana et Durrës.
Panneau indiquant les limitations de vitesse en Albanie.